# Эспадас, Ибан
Ибан Эспадас Субисаррета (исп. Ibán Espadas Zubizarreta; род. 4 августа 1978 года в Толосе) — испанский футболист, нападающий.

## Клубная карьера
Ибан является воспитанником системы «Атлетика», однако за взрослую команду этого клуба он так и не дебютировал. Несколько лет он скитался по разным клубам Сегунды В и Сегунды, не отличавшись особой результативностью. Первым удачным для игрока периодом стал переход в «Реал Сарагосу»: выступая параллельно за этот клуб и его вторую команду, Ибан регулярно забивал. В Примере он дебютировал 14 сентября 2003 года в матче против «Реал Мурсии». В составе «Реал Сарагосы» Ибан выиграл Кубок Испании. Пережив две безрезультативные аренды, Ибан транзитом через клуб «Сьюдад де Мурсия» оказался в «Ориуэле». Первые два сезона у игрока не заладились, однако в третьем сезоне он стал лучшим бомбардиром команды, забив тринадцать голов. После двух сезонов в «Понтеведре», Ибан вернулся в сезоне 2011/12 вернулся в «Ориуэлу» и снова стал лучшим бомбардиром клуба, отличившись четырнадцать раз. Последним клубом игрока стал «Арройо». В 2014 году Ибан завершил карьеру.

## Международная карьера
Ибан представлял Испанию на юношеском уровне, проведя за неё в общей сложности восемнадцать встреч и забив один гол.

## Достижения
- Обладатель Кубка Испании (1): 2003/04